# Imago clipeata
Imago clipeata (latinsko, ‘portret na okroglem ščitu’) je izraz v umetnosti, ki se po navadi uporablja za slike prednikov, znanih ljudi ali pokojnikov na okroglem ščitu (v latinščini: clipeus). V rimskem svetu so jih uporabili za prikazovanje rodovnega družinskega drevesa v patricijskih hišah Republike, kot je opisal Plinij, Historia Naturalis 35, 4-11.
Ti ščitni portreti so vidni v arhitekturnih kiparskih dekoracijah, na sarkofagih in na standardih rimskih legij med mnogimi drugimi vrstami predstavitev v rimskem in zgodnjem krščanskem svetu. V italijanskih baročnih slikah so medaljonski portreti, ki jih podpirajo nimfe ali geniji, pomenili apoteozo. V tem kontekstu se pogosto imenujejo tondi.